# Kouban Krasnodar (handball)
Ne doit pas être confondu avec le club de handball masculin du SKIF Krasnodar
Maillots
Le Kouban Krasnodar (russe : "Кубань" Краснодар) est un club de soviétique puis russe de handball féminin basé à Krasnodar, capitale du Kouban et fondé en 1973.

## Palmarès
Le palmarès du club est :
Compétitions internationales
- Coupe des vainqueurs de coupe (C2)
  - Vainqueur (2) : 1987 (de) et 1988 (de)
  - finaliste (2) : 1989  et 2000
- Coupe des clubs champions (C1)
  - finaliste (1) : 1990

Compétitions nationales
- Championnat d'URSS
  - vainqueur (2) : 1989, 1992
  - deuxième (5) en 1983, 1984, 1986, 1987 et 1988
- championnat de Russie
  - deuxième (4) en 1997, 1998, 1999 et 2000
- coupe de Russie
  - finaliste (3) en 2014, 2017 et 2018

## Effectif
équipe pour la saison 2018–2019
| gardiennes - 01 Victoria Kalinina - 12 Polina Kaplina - 31 Elizaveta Diachenko - 97 Valeriia Khristenko - 99 Victoria Samarskaya ailières gauches - 04 Alexandra Davidenko - 08 Yana Savinova - 34 Adelina Davletbaeva - 70 Alina Moroz - 71 Ekaterina Levchina ailières droites - 07 Diana Golub - 24 Anna Efimkina - 64 Maria Dudina pivots - 19 Ekaterina Matlashova - 21 Olga Bashkirova | arrières gauches - 05 Lada Samoilenko - 11 Yulia Golikova - 17 Liudmila Vydrina - 66 Ekaterina Barkalova - 87 Valentina Vernigorova demi-centres - 21 Victoria Jilinskaïté - 57 Iaroslava Frolova - 88 Liubov Arishina arrières droites - 10 Julia Gariaeva - 11 Yulia Golikova - 33 Milana Rzaeva - 39 Antonina Skorobogatchenko |

## Personnalités liées au club
Parmi les joueuses ayant évolué au club, on trouve :
- Natalia Anissimova : joueuse de 197x à 1992
- Vladlena Bobrovnikova : joueuse de 2004 à 2009
- Tatiana Djandjgava : joueuse de 1983 à 1991
- Olga Gorchenina : joueuse de 2016 à 2017
- Ekaterina Ilina : joueuse de 2009 à 2013
- Victoria Kalinina : joueuse de 2013 à février 2015 et depuis 2016
- Polina Kouznetsova : joueuse de 2016 à 2017
- Ekaterina Marennikova : joueuse de 2016 à 2017
- Iana Ouskova : joueuse de 2016 à 2017
- Svetlana Priakhina : joueuse de 1985 à 2003
- Oksana Romenskaïa : joueuse de 1998 à 2000
- Anna Sen : joueuse de 2004 à 2010
- Marina Soudakova : joueuse de 2016 à 2017

Parmi les entraîneurs au club, on trouve :
- / Alexandre Tarassikov (ru) : de 1977 à 2006, de 2017 à 2019 (adjoint) et depuis 2019
- / Ievgueni Trefilov : de 1984 à 1990, 2013 à 2014 et de 2016 à 2019